# Bataille de Mollwitz
Guerre de Succession d'Autriche
Batailles
- Mollwitz (04-1741)
- Chotusitz (05-1742)
- Sahay (05-1742)
- Prague (06/12-1742)
- Dettingen (06-1743)
- Cap Sicié (02-1744)
- 19 mai 1744
- Menin (05/06-1744)
- Ypres (06-1744)
- Furnes (07-1744)
- Fribourg (11-1744)
- Tournai (04/06-1745)
- Pfaffenhofen (04-1745)
- Fontenoy (05-1745)
- Hohenfriedberg (06-1745)
- Melle (07-1745)
- Gand (07-1745)
- Bruges (07-1745)
- Audenarde (07-1745)
- Termonde (08-1745)
- Ostende (08-1745)
- Nieuport (08/09-1745)
- Ath (09/10-1745)
- Soor (09-1745)
- Hennersdorf (11-1745)
- Kesselsdorf (12-1745)
- Culloden (04-1746)
- Mons (06/07-1746)
- Bruxelles (01/02-1746)
- Namur (09-1746)
- Charleroi (07/08-1746)
- Lorient (09/10-1746)
- Rocourt (10-1746)
- Cap Finisterre (1er) (05-1747)
- Lauffeld (07-1747)
- Bergen-op-Zoom (07/09-1747)
- Cap Finisterre (2e) (10-1747)
- Saint-Louis-du-Sud (03-1748)
- 18 mars 1748
- Maastricht (04/05-1748)

Campagnes italiennes
- Combat de Saint-Tropez (06-1742)
- Camposanto (02-1743)
- Villafranca (04-1744)
- Casteldelfino (07-1744)
- Velletri (08-1744)
- Madonne de l'Olmo (09-1744)
- Bassignana (09-1745)
- Josseau (10-1745)
- Plaisance (06-1746)
- Tidone (08-1746)
- Rottofreddo (08-1746)
- Gênes (1er) (12-1746)
- Gênes (2e) (07-1747)
- Assietta (07-1747)

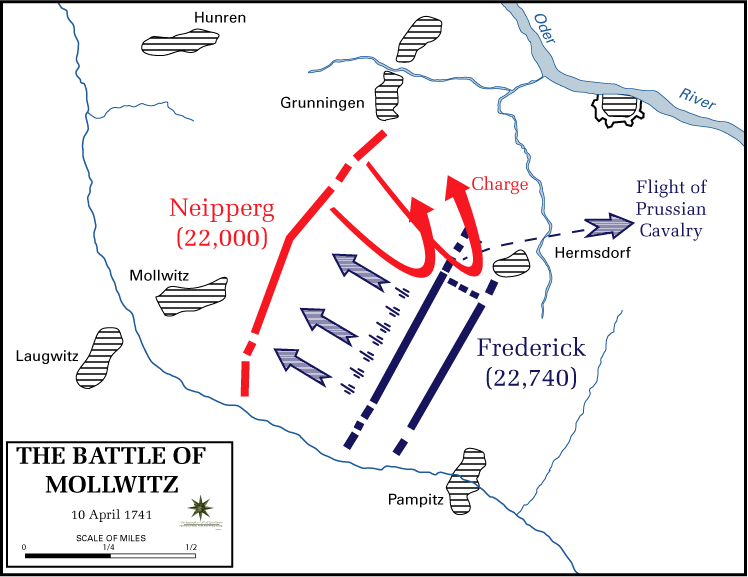
Plan de la bataille de Mollwitz.

La bataille de Mollwitz se déroula le 10 avril 1741 à Mollwitz (Małujowice), en Silésie, pendant la guerre de Succession d'Autriche, entre l'armée prussienne et l'armée autrichienne.
Les deux camps commirent des erreurs stratégiques, mais Frédéric II de Prusse, qui participa là à sa première bataille, obtint sa première victoire et cimenta son autorité sur le territoire nouvellement conquis de la Silésie.

## Contexte
Après l'ascension de Marie-Thérèse d'Autriche sur le trône de Bohême et de Hongrie, Frédéric II voit là une excellente occasion d'envahir et annexer la province de Silésie, qui appartient alors à la couronne de Bohême, pour ajouter le territoire et la population si nécessaires à son petit royaume. Il prend d'assaut et fait rapidement occuper la province entière. Ses troupes s'installent dans leurs résidences d'hiver quand Marie-Thérèse envoie une armée d'environ 20 000 hommes, sous la conduite de Wilhelm Reinhard de Neipperg, pour reconquérir la province et affirmer son hégémonie.

## La course vers le nord
L'armée de Neipperg rattrape les Prussiens alors qu'ils s'attardent encore à assiéger la ville de Neisse, tout au nord de la province. La ville assiégée résiste à une petite force prussienne. Les deux armées se précipitent donc en deux colonnes parallèles, les Autrichiens pour porter secours aux assiégés, les Prussiens pour amener des renforts aux assiégeants. Les conditions météorologiques sont mauvaises pour les deux armées, mais von Neipperg atteint Neisse le premier et installe son camp. Frédéric II est maintenant derrière l'armée ennemie qui coupe ses lignes d'approvisionnement et de communication vers le reste de son royaume. La bataille est inévitable.

## Préparatifs des Prussiens
L'interrogatoire de quelques Autrichiens capturés renseigne précisément Frédéric sur les positions de Neipperg. Le brouillard et la neige matinale permettent à l'armée prussienne d'en approcher à moins de 2 000 pas, sans se faire repérer. La plupart des commandants auraient alors donné l'ordre de charger, sans laisser à l'ennemi le temps de réagir, mais Frédéric, qui n'a jamais livré une campagne ou une bataille, décide tranquillement de déployer son armée en ligne de bataille. La terre est recouverte d'un épais manteau de neige, qui éblouit les assaillants. Frédéric a mal calculé la distance entre le fleuve et son aile droite. Plusieurs unités sont positionnées derrière un coude de la rivière et ne pourront prendre part à l'action. À droite, certaines unités sont déployées perpendiculairement aux lignes de bataille. Schwerin, qui a tout de suite compris la situation, prévient Frédéric de ses erreurs, mais celui-ci n'en tient pas compte.

## Dans le camp autrichien
Quand il découvre l'armée entière de Frédéric à son seuil, alors que la plupart de ses soldats dorment encore, et que le gros de ses troupes est cantonné plus loin au nord-ouest, Neipperg se croit en bien mauvaise posture. L'armée autrichienne se réveille précipitamment dans ces circonstances et tente d'improviser une ligne de défense cohérente.

## La bataille
Vers 13 heures, les deux camps sont en ordre de bataille, le combat peut s'engager.
Les Prussiens avancent sur la ligne autrichienne en deux sections, mais 4 500  à   5 000 cavaliers autrichiens attaquent la cavalerie prussienne, qui n’est efficace qu’à la parade. L’aile droite prussienne est brisée par la charge autrichienne. Profitant de la brèche ainsi ouverte, ils chargent ensuite l'infanterie qui est à leur merci. En vétéran accompli, Schwerin s'aperçoit que l'armée prussienne est sur le point d'être défaite et conseille à Frédéric II de quitter le champ de bataille. Cette fois, le roi écoute son conseil, car il a bien manqué d'être pris.
La cavalerie autrichienne pénètre maintenant entre les deux lignes prussiennes. La scène est chaotique car les unités d'infanterie qui étaient rangées perpendiculairement essayent de résister et, ce faisant, font feu sur d'autres troupes prussiennes. Cependant, ces unités très bien entrainées se tournent spontanément sur la droite et salve après salve, font des ravages dans les rangs des cavaliers. Le général Römer (de), qui commande la cavalerie autrichienne, reçoit à la tête un coup mortel.
Une deuxième charge de cavalerie autrichienne est repoussée. Alarmé par la mort de ses supérieurs, un officier prussien demande à Schwerin vers quelle direction battre en retraite, mais celui-ci lui répond « Nous ne retraiterons qu'au-dessus des corps de nos ennemis » et bientôt sur la droite prussienne, la situation se rétablit. Maintenant débarrassé d'un supérieur bien novice en la matière, Schwerin a pris les choses en main et commande à toutes les unités d'avancer. L'infanterie prussienne, sans doute la meilleure de l'époque, capable de tirer au mousquet 4-5 projectiles à la minute, engage sérieusement l'adversaire. Bientôt les Autrichiens sont repoussés hors du champ de bataille. Frédéric obtient sa première victoire.

## Conséquences
Toute la province de Silésie est annexée.
Le mérite de la victoire revient bien à Schwerin. Le roi de Prusse s'est sauvé du champ de bataille quand les Autrichiens ont semblé gagner. Jusqu'à sa mort, Frédéric le Grand ne quittera plus jamais le champ de bataille et ne restera jamais en arrière de ses troupes. « Mollwitz était mon école » aura-t-il coutume de dire.
Frédéric a commis plusieurs erreurs, mais l'excellente formation de ses soldats a sauvé la situation. Il tire un certain nombre de leçons de la bataille de Mollwitz, dont celle d’entraîner sa cavalerie à des charges rapides, alors qu’auparavant elle attendait statiquement la charge adverse, conformément à la tactique de la caracole. Frédéric généralise l'utilisation de la cavalerie légère, et la soumet à un entraînement intensif permettant la charge au galop. Sa devise est « L'armée prussienne toujours attaque ».